# 毛宁 (外交官)
毛宁（1972年12月—），湖南湘潭人，中华人民共和国外交官，现任中国外交部新闻司司长、外交部新闻发言人。

## 简介
毛宁是湖南湘潭人，其父毛贻发與毛泽东的父親毛贻昌同屬貽字輩，曾任湘潭大学教授。毛贻发有三个女儿，毛宁排行第二。1989年9月，她进入湖南师范大学外语系英语专业学习，1993年6月毕业。之后，她在外交学院一系外交学专业学习，1995年8月毕业，获第二学士学位。
1995年8月，毛宁进入外交部亚洲司任职。起初在亚洲司担任科员，之后被派往外交部駐港特派員公署。此后，她先后出任外交部亚洲司三处、八处副处长，朝鲜半岛事务办公室主任。2011年9月中日韩三国合作秘书处成立时，她出任中方首任副秘书长。后来她还担任了驻美国使馆参赞、外交部亚洲司副司级干部、外交部亚洲司政工参赞、外交部亚洲司副司长等职。工作后，她在美国喬治·華盛頓大學获硕士学位。
2020年，中共中央组织部开展第四批选派干部到西部地区、老工业基地和革命老区挂职锻炼活动，毛宁成为第四批“西老革”挂职干部之一。6月，毛宁担任中共乐山市委常委、乐山市副市长，2022年7月8日請辞。
2022年9月5日，中华人民共和国外交部官网显示毛宁出任外交部新闻司副司长；当天下午，毛宁首次以外交部新闻发言人的身份亮相，并主持了外交部例行记者会。她是外交部建立新闻发言人制度以来的第33任新闻发言人。
2025年1月15日，毛宁升任外交部新闻司司长。